# Session extraordinaire d'urgence de l'Assemblée générale des Nations unies
Une session extraordinaire d'urgence de l'Assemblée générale des Nations unies est une réunion imprévue de l'Assemblée générale des Nations unies pour faire des recommandations urgentes sur une question particulière.
En vertu du chapitre cinq de la Charte des Nations unies, le Conseil de sécurité est normalement chargé de maintenir la paix et la sécurité internationales. Cependant, le 3 novembre 1950, l'Assemblée générale a adopté la résolution 377 (Union pour le maintien de la paix) qui a élargi son autorité pour examiner des sujets qui étaient auparavant réservés uniquement au Conseil de sécurité. En vertu de la résolution, si le Conseil de sécurité ne peut parvenir à une décision sur une question en raison d'un manque d'unanimité, l'Assemblée générale peut tenir une session extraordinaire d'urgence dans les 24 heures pour examiner la même question,,,.
Les sessions extraordinaires d'urgence sont rares, il n'y a eu que 11 sessions de ce type dans l'histoire de l'ONU. La plupart des sessions extraordinaires d'urgence se déroulent sur une seule session, à l'exception des 7e et 10e, qui ont été reconvoquées respectivement quatre et 17 fois.
Elles sont une forme spéciale des sessions extraordinaires de l'assemblée générale des Nations unies et procèdent du même article 20 Chapitre IV, de la Charte des Nations unies.

## Procédure
La procédure de convocation d'une session extraordinaire d'urgence est définie dans le règlement intérieur de l'Assemblée générale. Les règles relatives aux sessions extraordinaires d'urgence sont les suivantes : 
- Article 8(b) – Convocation à la demande du Conseil de sécurité ou des Membres
  - Des sessions extraordinaires d'urgence peuvent être convoquées par un vote de neuf membres du Conseil de sécurité ou d'une majorité des États membres des Nations unies. Ces séances doivent être convoquées dans les 24 heures suivant tout vote.
- Règle 9(b) – Demande des Membres
  - Permet à tout État membre des Nations unies de demander au secrétaire général de convoquer une session extraordinaire d'urgence.
- Règle 10 – Notification de session
  - Demande au Secrétaire général d'informer les États membres, au moins 12 heures à l'avance, de l'ouverture d'une session extraordinaire d'urgence convoquée conformément à l'article 8 b).
- Règle 16 – Ordre du jour
  - Déclare que l'ordre du jour provisoire d'une session extraordinaire d'urgence est communiqué aux États membres en même temps que la communication convoquant la session.
- Règle 19 – Éléments supplémentaires
  - Lors d'une session extraordinaire d'urgence, des points supplémentaires à l'ordre du jour peuvent être ajoutés pour examen à la majorité des deux tiers des membres présents et votants.
- Article 20 – Exposé des motifs
  - Exige que tout point proposé pour inscription à l'ordre du jour soit accompagné d'un exposé des motifs.

## Séances
| Session extraordinaire d'urgence | Sujet                                                                         | Convoqué par                          | Date | Résolution |
| -------------------------------- | ----------------------------------------------------------------------------- | ------------------------------------- | --- | --- |
| Première                         | Crise de Suez                                                                 | Conseil de sécurité des Nations unies | 1er novembre au 10 novembre 1956 | A/3354 |
| Seconde                          | Invasion soviétique de la Hongrie                                             | Conseil de sécurité des Nations unies | 4 novembre au 10 novembre 1956 | A/3355 |
| Troisième                        | Crise au Liban                                                                | Conseil de sécurité des Nations unies | 8 août au 21 août 1958 | A/3905 |
| Quatrième                        | Crise congolaise                                                              | Conseil de sécurité des Nations unies | 17 septembre au 19 septembre 1960 | A/4510 |
| Cinquième                        | Guerre des Six Jours                                                          | Union soviétique                      | 17 juin au 18 septembre 1967 | A/6798 |
| Sixième                          | Invasion soviétique de l'Afghanistan                                          | Conseil de sécurité des Nations unies | 10 janvier au 14 janvier 1980 | ES-6/1, ES-6/2 |
| Septième                         | Conflit israélo-palestinien                                                   | Sénégal                               | 22 juillet au 29 juillet 1980, 20 avril au 28 avril 1982, 25 juin au 26 juin 1982, 16 août au 19 août 1982 et 24 septembre 1982 | ES-7/1, ES-7/2, ES-7/3, ES-7/4, ES-7/5, ES-7/6, ES-7/9 |
| Huitième                         | Occupation sud-africaine de la Namibie (Afrique du Sud-Ouest)                 | Zimbabwe                              | 3 septembre au 14 septembre 1981 | ES-8/1, ES-8/2 |
| Neuvième                         | Occupation israélienne des hauteurs du Golan (Loi sur les hauteurs du Golan)  | Conseil de sécurité des Nations unies | 29 janvier au 5 février 1982 | ES-9/1 |
| Dixième                          | Conflit israélo-palestinien (Jérusalem Est et territoires occupés par Israël) | Divers                                | 24 avril au 25 avril 1997 15 juillet 1997 13 novembre 1997 17 mars 1998 5 février et 8 février au 9 février 1999 18 octobre et 20 octobre 2000 20 décembre 2001 7 mai 2002 5 août 2002 9 septembre 2003 20 octobre au 21 octobre 2003 3 décembre 2003 20 juillet 2004 24 janvier 2007 4 avril 2007 23 janvier 2009 21 décembre 2017 13 juin 2018 | ES-10/1, ES-10/2, ES-10/3, ES-10/4, ES-10/5, ES-10/6, ES-10/7, ES-10/8, ES-10/9, ES-10/10, ES-10/11, ES-10/12, ES-10/13, ES-10/14, ES-10/15, ES-10/16, ES-10/17, ES-10/18, ES-10/L.22 (projet), ES-10/L.23 |
| Onzième                          | Invasion russe de l'Ukraine en 2022                                           | Conseil de sécurité des Nations unies | 28 février 2022 - En cours | |